# Luňák červený
Luňák červený (Milvus milvus) je středně velký dravec z čeledi jestřábovitých.

## Taxonomie
Většinu areálu obývá luňák červený evropský (Milvus milvus milvus). Za další poddruh bývá považován luňák červený kapverdský (M. m. fasciicauda) obývající Kapverdské ostrovy, jenž je původně patrně hybridní populací s luňákem hnědým.

## Popis
Větší než luňák hnědý (délka těla 61–72 cm, rozpětí křídel 140–165 cm). Typická jsou pro něj bílá pole na spodní straně vnitřní části ručních letek. Od ostatních druhů našich dravců se liší dlouhým, hluboce vykrojeným ocasem, který je shora rezavě zbarvený.

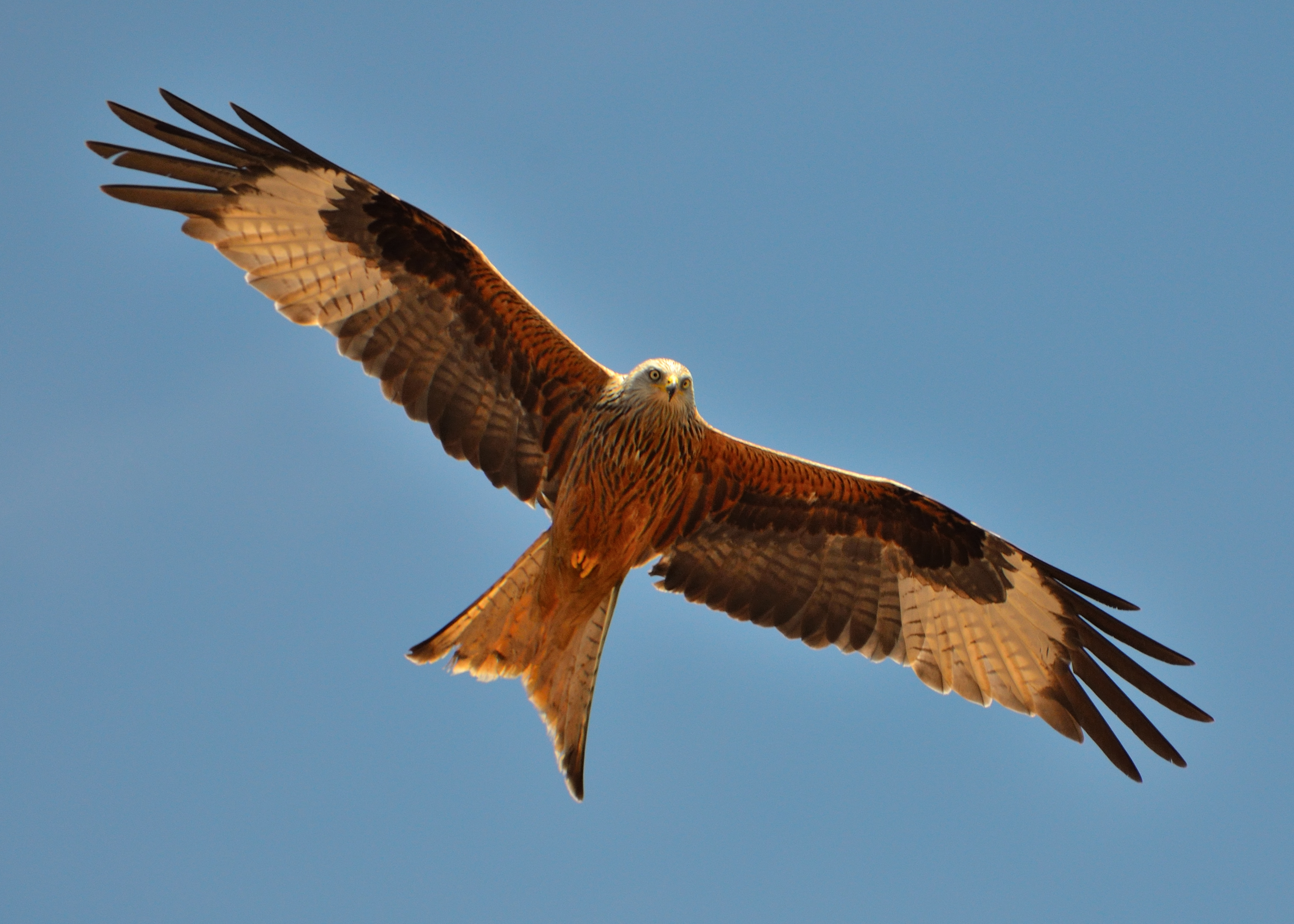
Letící luňák červený (pohled zespodu)
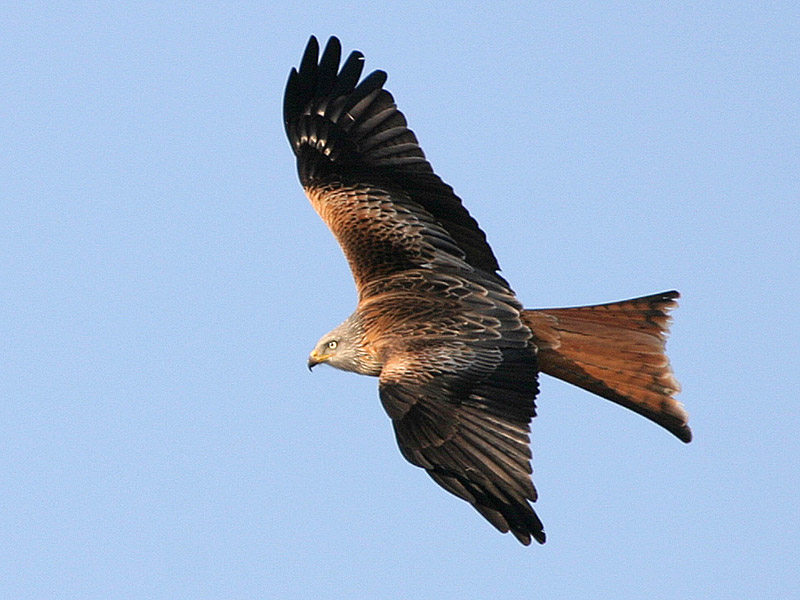
Letící luňák červený (pohled shora)
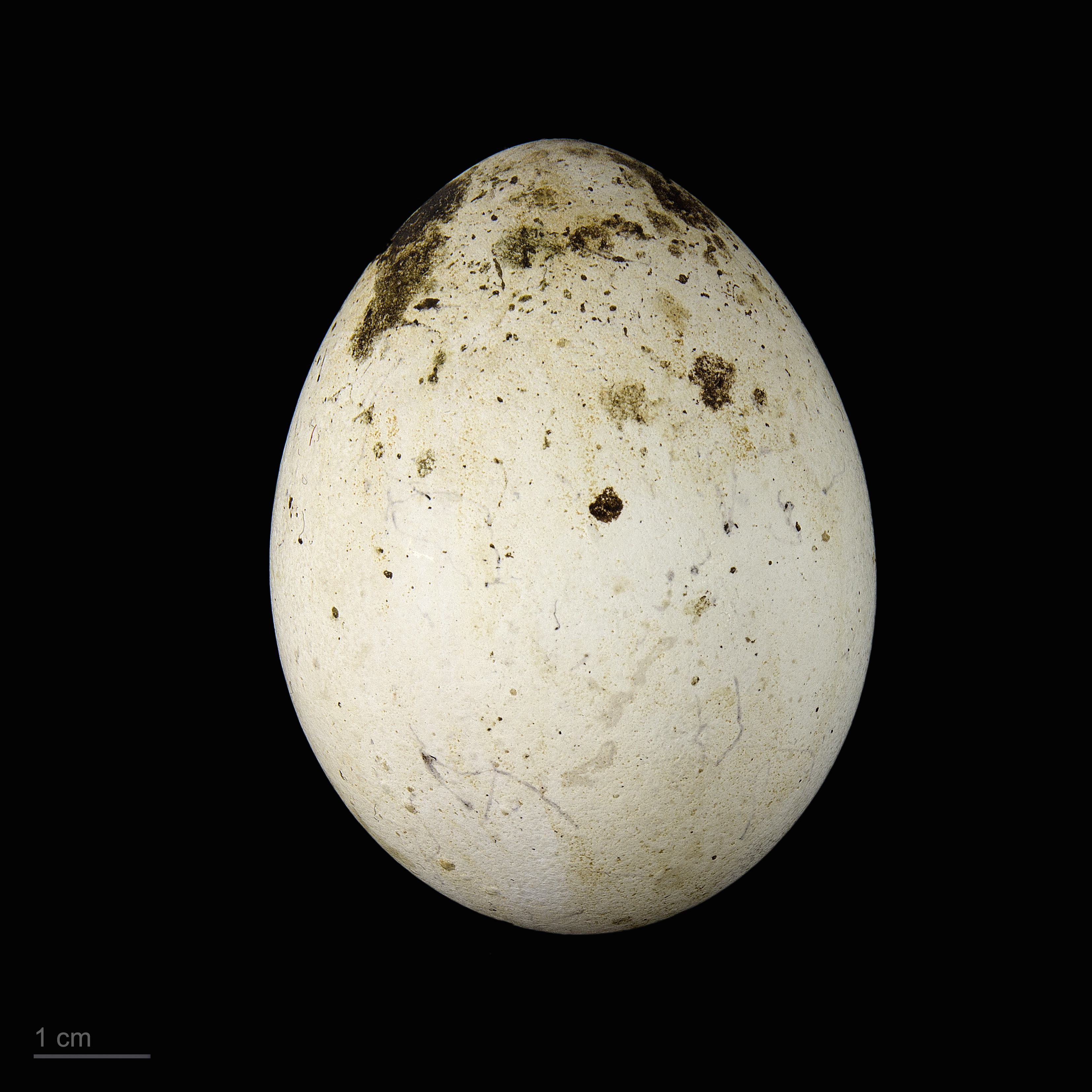
Vejce luňáka červeného

## Výskyt
V severních oblastech Evropy jde o tažný druh, jinde stálý nebo potulný. Hnízdí v lesích blízko vodních ploch, s volnými prostranstvími.

### Výskyt v Česku
V České republice začal hnízdit po stoleté pauze v roce 1976 na jižní Moravě, od té doby se značně rozšířil. V současné době hnízdí roztroušeně téměř po celých Čechách a na jižní Moravě, nepravidelně také v ostatních částech Moravy a ve východních Čechách. Početnost na českém území byla v letech 2001–2003 odhadnuta na 70–100 párů.

## Hnízdění
Hnízdí jednotlivě i v koloniích (v ČR pouze samostatné páry). Hnízdo staví oba ptáci z větví na jehličnatých i listnatých stromech, obvykle velmi vysoko. Jako základ jim někdy slouží stará hnízda vran nebo dravců. Ročně mívá jednu snůšku po 2–4 bělavých, řídce hnědě čárkovaných nebo skvrnitých vejcích o rozměrech 56,6 × 45,0 mm. Délka sezení je 28–30 dnů, většinou sedí výhradně samice, kterou samec většinově krmí. První dva týdny krmí mláďata pouze samice, která porcuje potravu přinášenou samcem, později loví již oba ptáci. Hnízdo opouštějí po 40 až 50 dnech a další jeden až dva týdny se zdržují ve větvoví poblíž hnízda.

## Potrava
V potravě převládají ptáci, savci a ryby. Požírá hlavně mršiny, častý je potravní parazitismus. V zimě se živí i odpadky, za kterými zaletuje na smetiště. (V Anglii byl ve středověku využíván ke zlepšení čistoty ve městech.)

## Zajímavosti
Ve Velké Británii byl téměř vyhuben; ve 30. letech 20. stol. zde žil již jen jediný pár. Díky úspěšnému reintrodukčnímu programu žije nyní (2018) ve Velké Británii kolem 4000 jedinců, z toho polovina ve Walesu.

### Dokumenty
Tajný život na farmě (3). Britský dokumentární seriál. 2018. Prima Zoom, 17. 8. 2021.